# 451 Patientia
451 Patientia (mednarodno ime je tudi 451 Patientia) je asteroid v glavnem asteroidnem pasu. Kaže značilnosti dveh tipov asteroidov ( C in U po Tholenu ) 

## Odkritje
Asteroid je odkril francoski astronom A. Charlois ( 1864 – 1910) 4. decembra 1899 v Nici. Poimenovan je po latinskem izrazu za potrpežljivost.

## Lastnosti
Asteroid Patientia obkroži Sonce v 5,35 letih. Njegova tirnica ima izsrednost 0,078, nagnjena pa je za 15,222° proti ekliptiki. Njegov premer je 224,96km, okoli svoje osi se zavrti v 9,727 urah .